# Egypt Air
Egypt Air (arabisch مصر للطيران, DMG Miṣr li-ṭ-ṭayarān, teilweise auch EgyptAir oder EGYPTAIR im Firmenauftritt) ist die staatliche Fluggesellschaft Ägyptens mit Sitz in Kairo und Basis auf dem Flughafen Kairo-International. Sie ist Mitglied der Luftfahrtallianz Star Alliance sowie der Arab Air Carriers Organization und unterhält die Tochterfluggesellschaften Egypt Air Cargo, Egypt Air Express, Air Sinai und Smart Aviation.

## Geschichte

### Gründung und erste Jahre

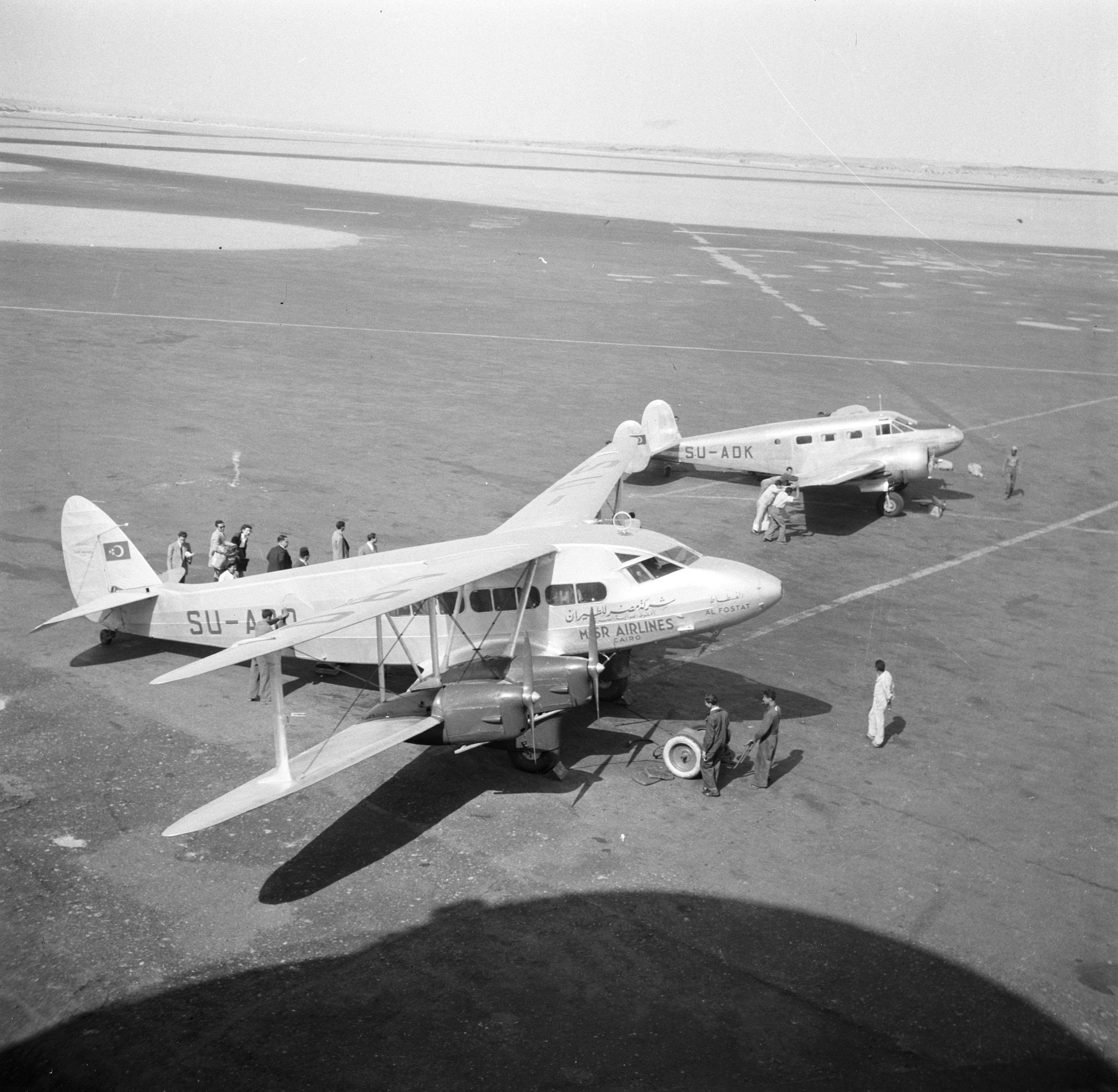
De Havilland DH.86 Express der Misr Airwork, Kairo 1935

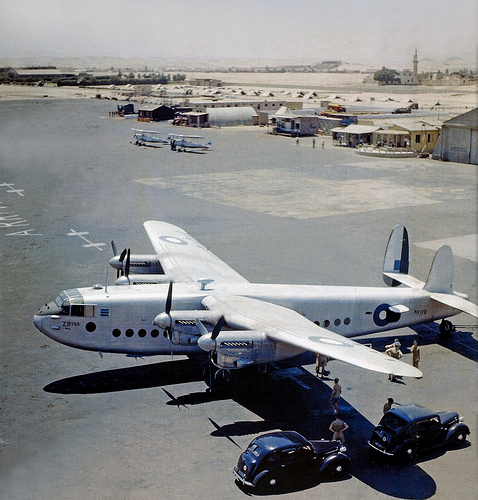
Avro York der Misr Airwork, Almaza 1946

Der Ursprung des Flugwesens in Ägypten lag bei dem nationalen Pionier Mohamed Sidki, der am 14. Dezember 1929 mit seinem Flugzeug „Fayza“, einer Klemm 25, von Berlin nach Kairo flog und dort am 25. Januar 1930 eintraf. 1931 reiste Alan Muntz, der Geschäftsführer der britischen Airwork Services, nach Ägypten um eine Fluggesellschaft zu eröffnen. Von der Idee überzeugt, unterzeichneten der König Fu'ād I. und Premierminister Ismail Sidki Pasha am 31. Dezember 1931 einen Erlass zur Gründung eines Luftfahrtunternehmens.
So wurde Egypt Air als Misr Airwork am 7. Juni 1932 als Privatunternehmen gegründet. Der Name setzt sich aus den Namen der Hauptinvestoren zusammen: die ägyptische Misr Bank (Misr ist die arabische Bezeichnung für Ägypten) finanzierte rund 85 % und das britische Unternehmen Airwork rund 10 % des Anfangskapital in Höhe von 20.000 Ägyptischen Pfund. Weitere 5 % steuerte Talʿat Harb, der Gründer der Misr Bank, bei.
Das neue Unternehmen eröffnete als ersten Schritt eine Flugschule auf dem Flughafen Kairo-Almaza in Heliopolis, einem heutigen Stadtteil von Kairo. Als Flugzeuge wurden eine kleine Anzahl importierter De Havilland DH.60 Moths genutzt. Nach der Übernahme einer geleasten Spartan Cruiser der britischen Muttergesellschaft wurden im Juli 1933 die ersten täglichen Linienflüge von Kairo über Alexandria nach Marsa Matruh eingerichtet. Aufgrund der großen Nachfrage wurde bereits im ersten Monat die Strecke Kairo-Alexandria zwei Mal täglich bedient. Um die Nachfrage der Touristikbranche zu bedienen, flog man dann ab Dezember 1933 zweimal wöchentlich entlang des Nils in Richtung Süden die Strecke Kairo-Asyut-Luxor-Assuan. Dazu wurde die Spartan Cruiser durch zwei De Havilland DH.84 Dragon ersetzt. Mit den Städten Lod und Haifa in Palästina kamen die ersten internationalen Ziele 1934 ins Streckennetz und zwei Jahre später, im Jahr 1936, das zypriotische Nikosia und das irakische Bagdad. Die steigende Anzahl an Flügen veranlasste Misr Airwork ab 1935 weitere Flugzeuge einzuflotten. So bestand die Flotte zu dieser Zeit aus zwei De Havilland Dragon, fünf De Havilland DH.89 Dragon Rapide und zwei De Havilland DH.82 Tiger Moth.

### Misr Airlines
Mit Ausbruch des Zweiten Weltkrieges übernahm der Staat Ägypten im September 1939 die Kontrolle über die Fluggesellschaft und benannte sie in Misr Airlines um. Zu dieser Zeit verfügte die Fluggesellschaft über eine reine de Havilland-Flotte mit 18 Mustern:
- 1 De Havilland DH.84 Dragon
- 5 De Havilland DH.89 Dragon Rapide
- 3 De Havilland DH.86 Express
- 1 De Havilland DH.87 Hornet Moth
- 1 De Havilland DH.85 Leopard Moth
- 4 De Havilland DH.60 Moth
- 2 De Havilland DH.82 Tiger Moth
- 1 unbekanntes De Havilland-Flugzeug

Das Streckennetz blieb gleich, jedoch wurden die Frequenzen erhöht und das neue Ziel Beirut ins Programm aufgenommen. Darüber hinaus wurden drei Avro Anson in die Flotte integriert. Nach dem Krieg kam es Ende 1945 zu drei schweren Unfällen, was die Mitarbeiter am 6. Februar 1946 veranlasste, bis zum Mai 1946 in den Streik zu gehen mit der Forderung nach sichereren Flugzeugen. So wurden zehn Beechcraft Model 18 für die Flugschule erworben und sukzessive im regulären Flugbetrieb eingesetzt. Außerdem gelangten weitere vier Avro Anson, vier De Havilland DH.89 Dragon Rapide und zwei North American T-6 in den Besitz der Flotte. Hierbei kam der Misr Airlines zugute, dass die alliierten Streitkräfte zu dieser Zeit ihre nicht mehr genutzten Flugzeuge in Ägypten lagerten und verkauften.

### MisrAir

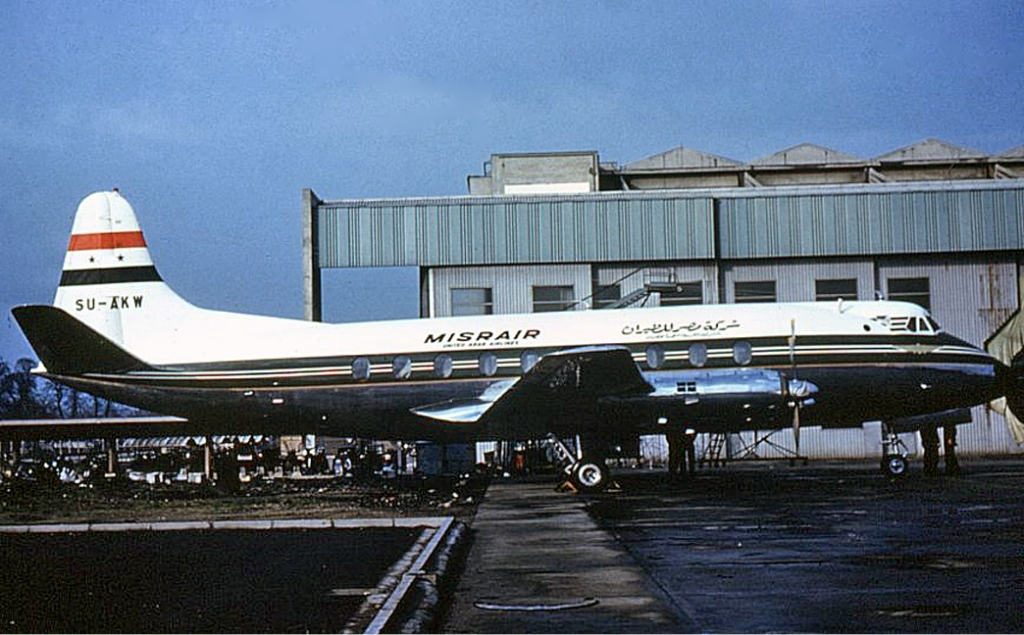
Vickers Viscount der Misrair, 1960

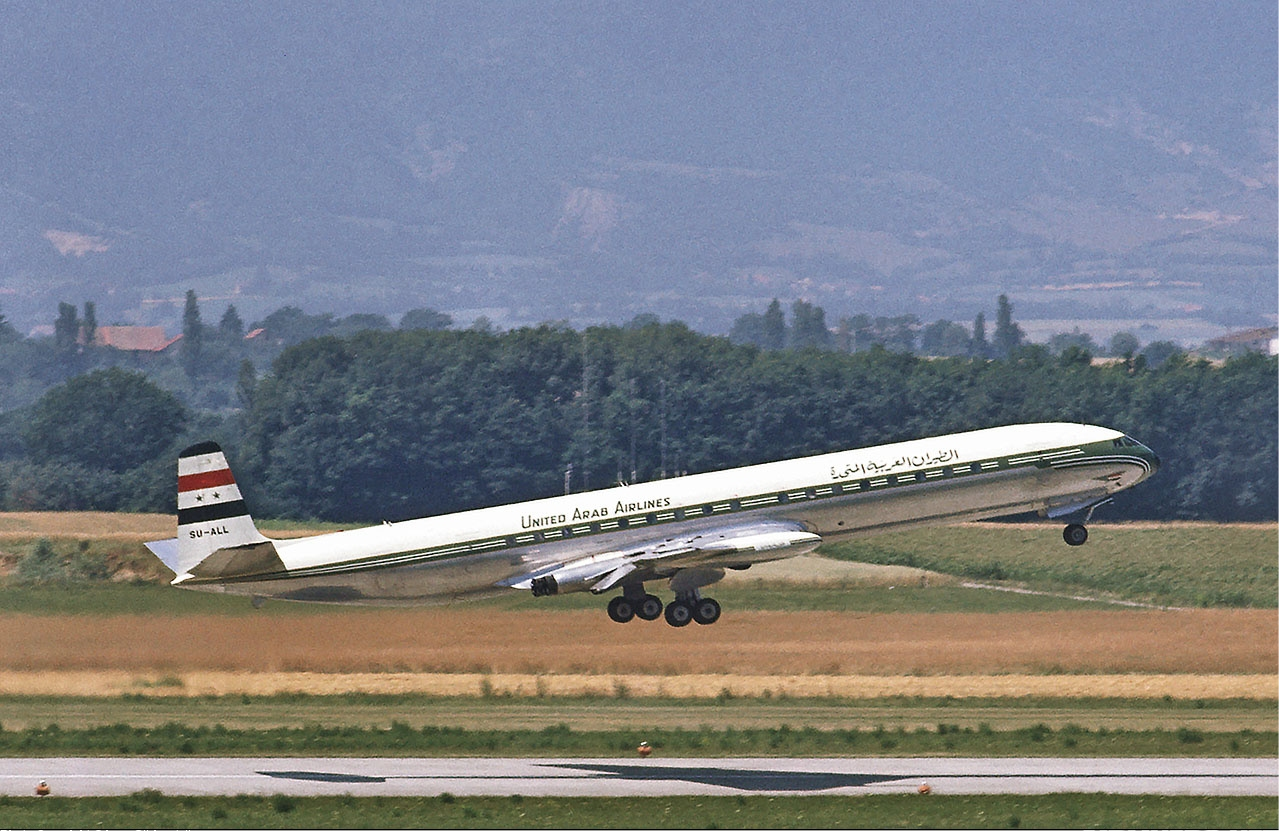
Comet der Egypt Air, Genf 1968

Mit Veräußerung der Anteile durch die britische Muttergesellschaft Airwork 1949 an den ägyptischen Staat nannte man sich dann in MisrAir um. Um gegen die wachsende Konkurrenz anzukämpfen, kaufte Misrair 1949 fünf Vickers Viking von Aer Lingus, welche diesen Flugzeugtyp seit 1947 nur kurz eingesetzt hatte. Weitere drei Exemplare dieses Flugzeugtyps wurden von der dänischen Det Danske Luftfartselskab (DDL) übernommen. Trotz des Verkaufs der Anteile durch Airwork arbeitete man weiterhin eng mit dem britischen Unternehmen zusammen. So unterstützte man sich in der Wartung, und Airwork half beim Kauf der Vickers Viking.
Zwischen 1949 und 1952 verdoppelte sich das Streckennetz mit neuen Zielen in Äthiopien, Griechenland, Iran, Jemen, Kuwait, Schweiz, Syrien und der Türkei. Auch die Zahl der Mitarbeiter stieg auf über 1.000 Mitarbeiter. Ebenso wuchs die Flotte mit, zu der Zeit, modernen Flugzeugen, so wurden im März 1951 drei Turbopropflugzeuge Vickers Viscount 700 bestellt und im Oktober 1951 drei Sud-Est SE.161 Languedoc von Air France gekauft. Der Flugzeugtyp Sud-Est SE.161 verfügte über eine größere Reichweite bei höherer Sitzkapazität als die Vickers Viking und war der erste viermotorige Flugzeugtyp in der Flotte. Sie wurden vor allem auf längeren internationalen Routen wie nach Genf, Khartum und Teheran eingesetzt und ersetzten dabei die Viking.
Am 1. Dezember 1952 übernahm MisrAir den inländischen Konkurrenten SAIDE (Services Aériens Internationaux d’Egypte) und beendete somit den Flugbetrieb dieser Fluggesellschaft. Nur die erfolgreiche Strecke Kairo-Tunis übernahm man ins eigene Streckennetz.
Die Auslieferung der drei bestellten Vickers Viscount 700 erfolgte zwischen Dezember 1955 und Februar 1956 und die Indienststellung fand im März 1956 statt. Dieser Flugzeugtyp ermöglichte die langersehnte Aufnahme von Flügen nach London. Auch im regionalen und inländischen Streckennetz erneuerte man 1958 die Flotte mit dem Kauf von fünf Douglas DC-3.
Im Rahmen der Sueskrise verlor man im Oktober 1956 mehrere Flugzeuge, darunter eine der drei neuen Vickers Viscount 700. Außerdem stellte Misrair fest, dass im Vergleich zur Konkurrenz die Viscount 700 zu langsam war, und so suchte man nach schnellerem Ersatz. Die Sowjetunion unterbreitete ein Angebot mit der Tupolew Tu-104, doch es wurden 1960 als erste nahöstliche Fluggesellschaft drei Düsenverkehrsflugzeuge De Havilland Comet 4C bestellt. Nun wurden dadurch neue Flugziele möglich wie das damalige Bombay (1961) und Tokio (1962).

### United Arab Airlines

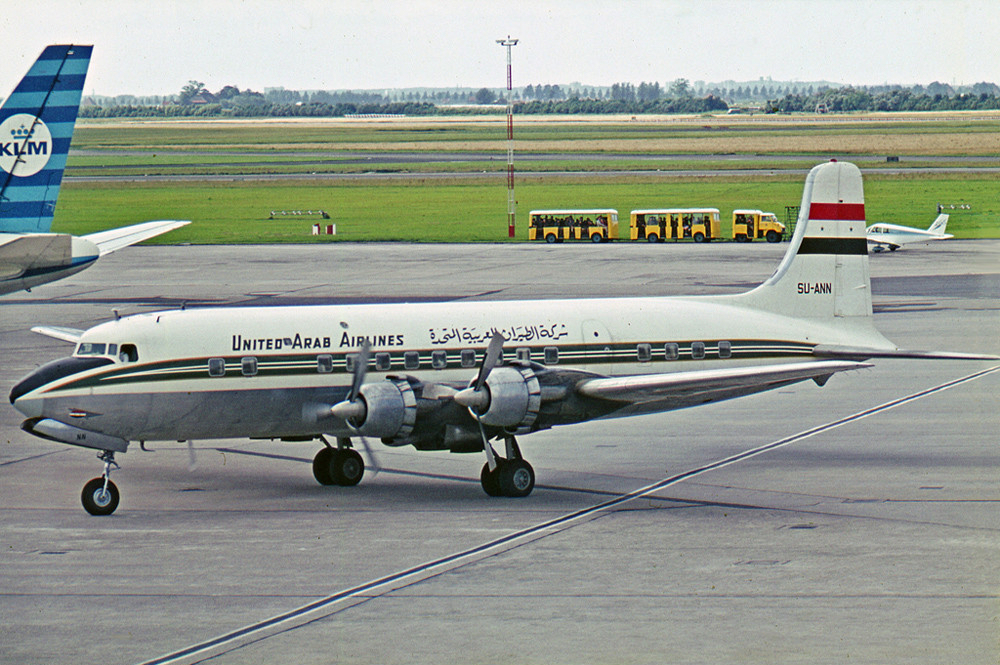
Douglas DC-6 der UAA, 1965

Der Zusammenschluss Ägyptens und Syriens zur Vereinigten Arabischen Republik am 1. Februar 1958 wirkte sich auch auf Misrair aus. So nahm man den neuen Namen United Arab Airlines an, die als Luftfahrtallianz arabischer Staaten geplant war und schloss sich mit der syrischen Fluggesellschaft Syrian Airways zusammen. Die Gespräche zur Zusammenlegung gestalteten sich schwierig, da auch private Investoren an der Syrian Airways beteiligt waren. So wurden die beiden Unternehmen erst Anfang 1961 zusammengelegt. Durch den Zusammenschluss wurde die Flotte durch die Flugzeugtypen Douglas DC-3 und Douglas DC-4 ergänzt. Zusätzlich wurden drei Douglas DC-6 von SAS Scandinavian Airlines übernommen.
Jedoch stieg Syrien bereits im September gleichen Jahres wieder aus der Allianz aus und gründete die Syrian Arab Airlines, was bei der UAA 1962 zu einer finanziellen Krise mit hohen Verlusten führte. Das äußerte sich in fehlenden Finanzierungen für die bereits 1961 bestellten Boeing 707 und in der Bereitstellung von Ersatzteilen. In diesen Zeitraum fallen auch vier Flugunfälle in 14 Monaten zwischen 1962 und 1963. In Ermangelung von Langstreckenflugzeugen musste daraufhin das Flugziel Tokio über Bombay gestrichen werden und die übrig gebliebenen sechs De Havilland Comet 4C wurden nur noch nach Europa eingesetzt.
Auch die Zusammenarbeit zwischen der damaligen Sowjetunion und dem Staat Ägypten führte zu weiteren Problemen für die UAA: Neben der Einstellung der Flüge nach Syrien entzogen Irak und Saudi-Arabien die Verkehrsrechte, und Flüge nach Jerusalem (damals unter jordanischer Kontrolle) wurden begrenzt.
Um das regionale Geschäft zu stärken, gründete die UAA am 1. August 1965 eine Tochtergesellschaft, welche wieder den altbekannten Namen Misrair führte. Diese wurde aber wegen mangelnder Umsätze bereits am 1. Juni 1968 wieder aufgelöst und der Flugbetrieb von der Muttergesellschaft übernommen.
Erst der Sechstagekrieg 1967 brachte für die Fluggesellschaft einen großen Wandel. So animierten die arabischen Staaten ihre Bürger, nach Ägypten zu reisen, und 1968 wurde die Finanzierung für die Bestellung der Boeing 707 aufgestellt. Dadurch konnte man im Juni 1968 auch wieder die Tokio-Strecke ins Streckennetz aufnehmen.

### Egypt Air

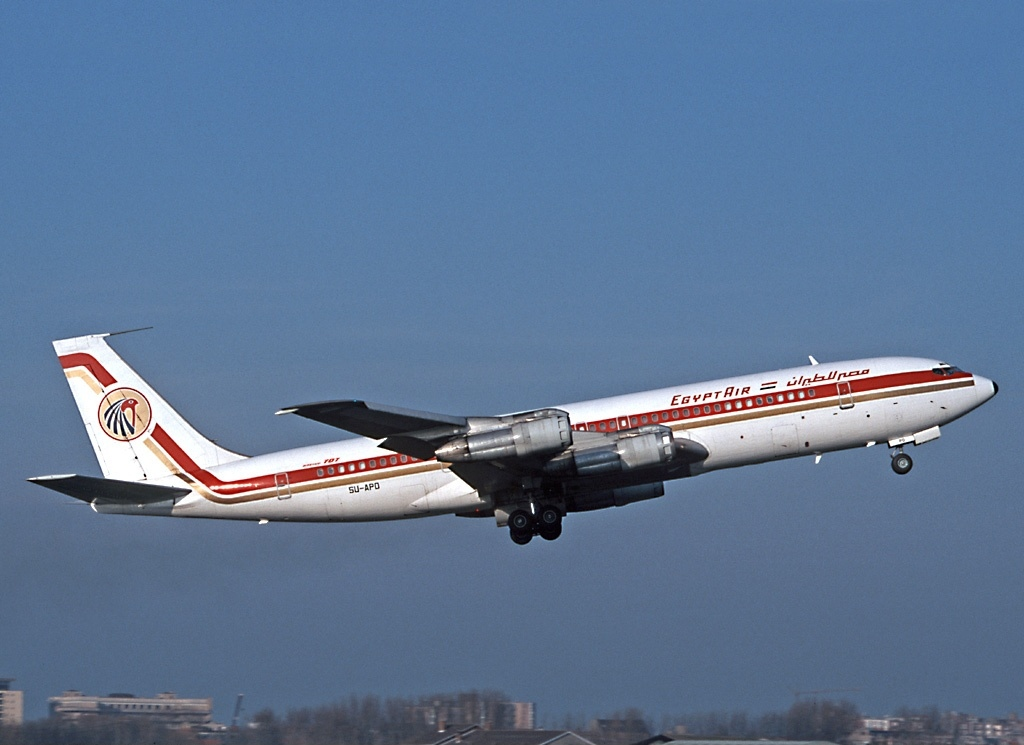
Boeing 707 der Egypt Air im Jahr 2000

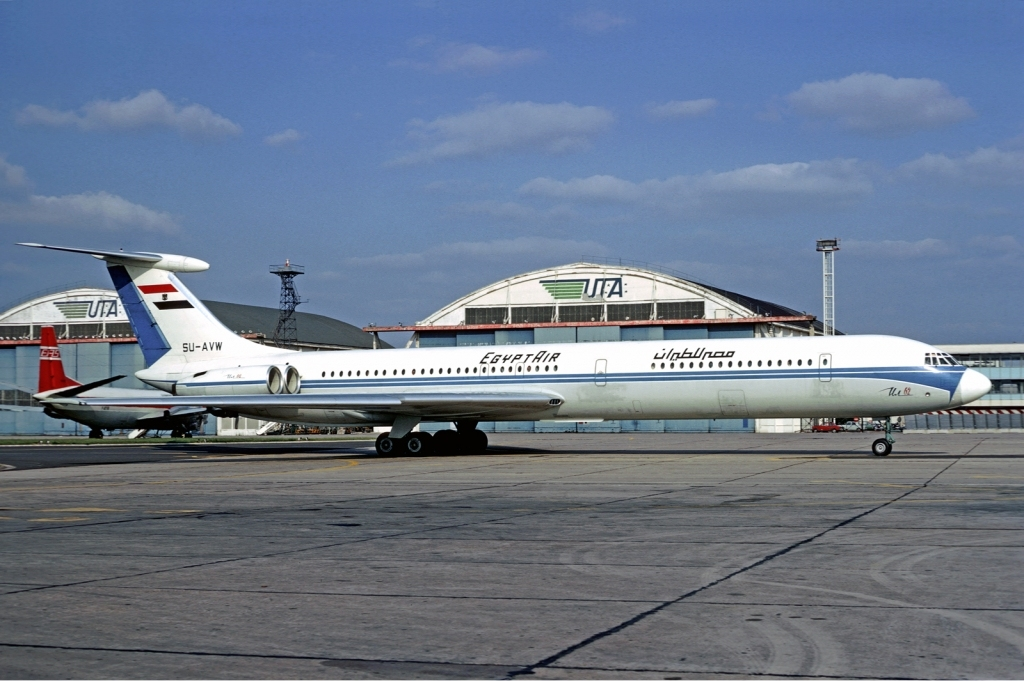
Iljuschin Il-62 der Egypt Air im Jahr 1973

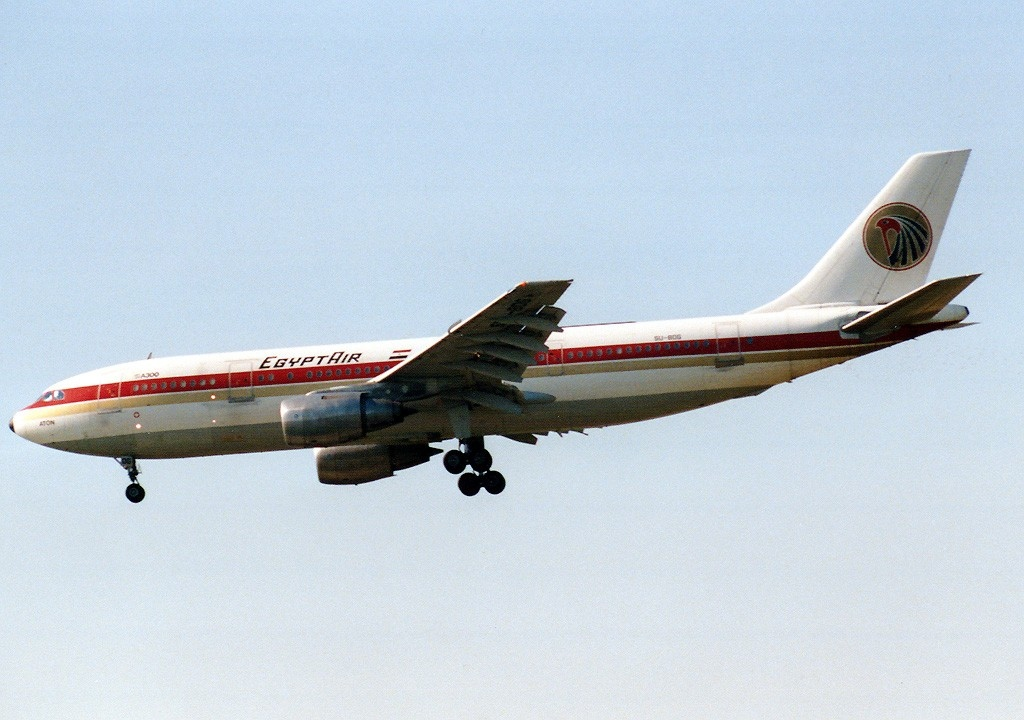
Airbus A300B4-203 der Egypt Air, Frankfurt 1989

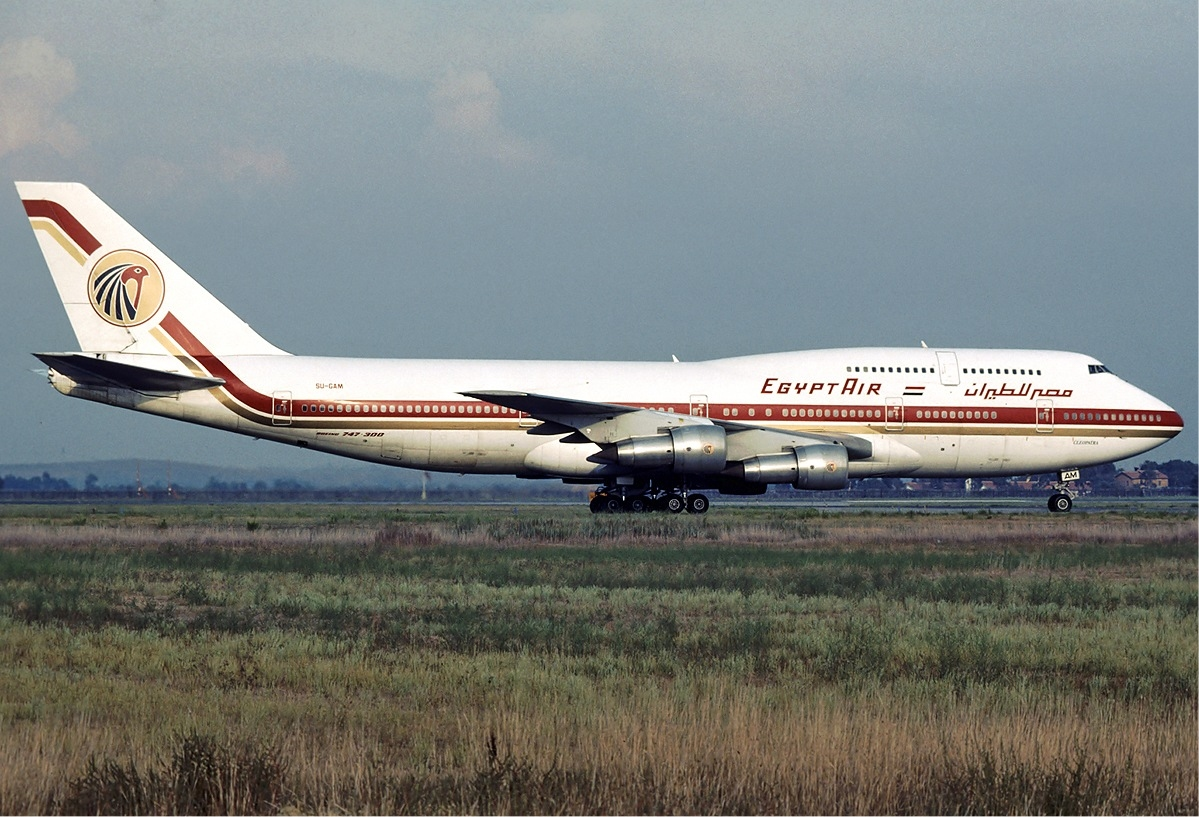
Boeing 747-300 der Egypt Air im Jahr 1992

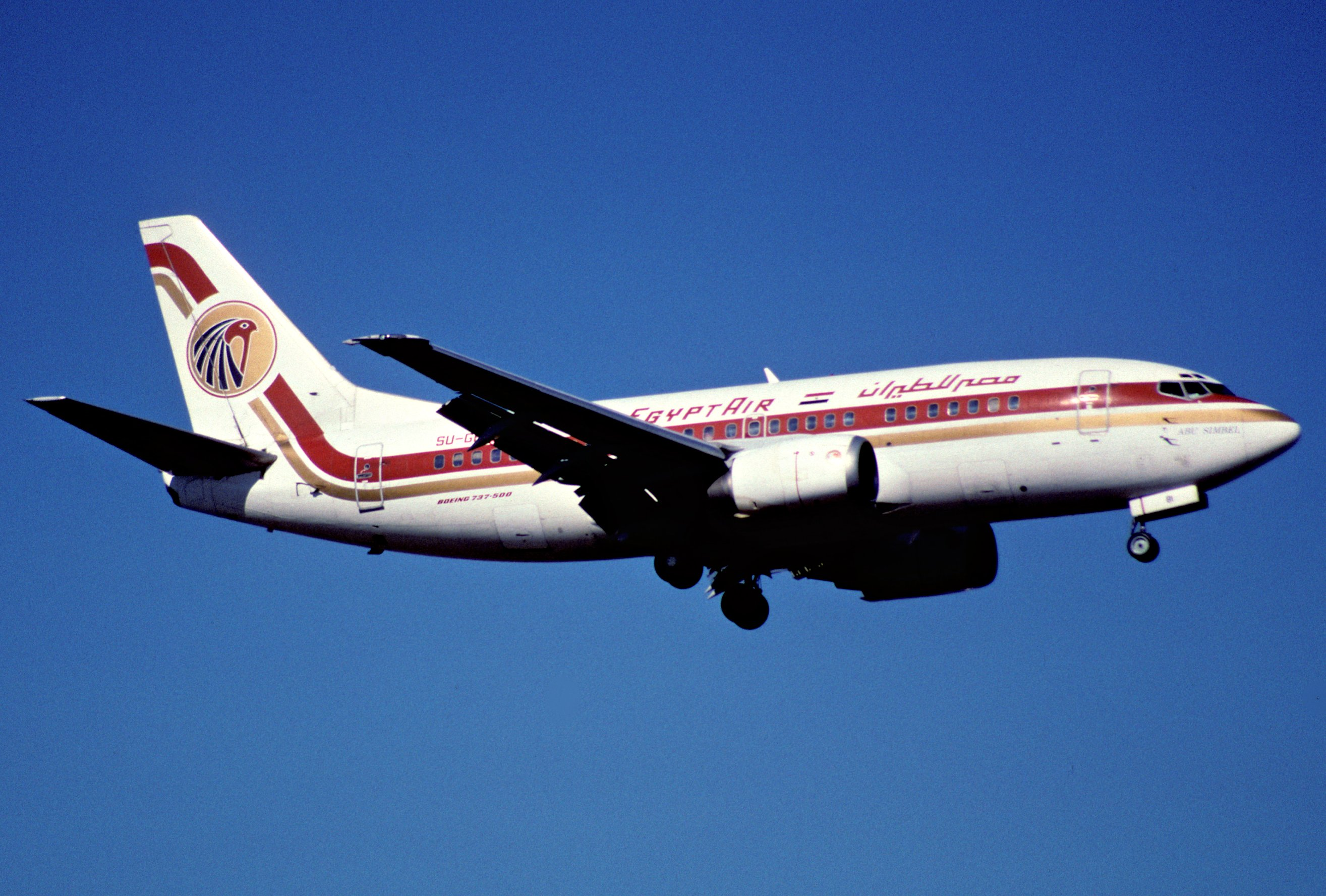
Die im Jahr 2002 verunglückte Boeing 737-500 SU-GBI der Egypt Air, Zürich 1998

Erneut kam Ende der 1960er-Jahre der Plan auf, arabische Fluggesellschaften unter der Allianz der United Arab Airlines zu vereinen. So sollten, neben dem ägyptischen Anteil, die libysche Libyan Arab Airlines und die sudanesische Sudan Airways integriert werden. Diese besaßen ein ähnliches Streckennetz und nutzten alle den Flugzeugtyp Boeing 707. Neben den politischen Gründen versprach man sich eine Reduktion der Kosten und eine einfachere Beantragung von Verkehrsrechten. Die Pläne waren bereits weit vorangeschritten, wurden dann aber mit Ernennung Anwar as-Sadats als ägyptischer Präsident 1970 nicht mehr weiterverfolgt.
Daraufhin erhielt die Fluggesellschaft am 1. Oktober 1971 ihren heutigen Namen Egypt Air. Das offizielle Signet ist seither eine stilisierte Darstellung des Falkengottes Horus aus der ägyptischen Mythologie.
Anfang der 1970er-Jahre wurden die De Havilland Comet allmählich auf Kurz- und Mittelstrecken umgesetzt und auf den Langstrecken durch insgesamt acht sowjetische Iljuschin Il-62 ersetzt.
Zwischen Oktober 1972 und März 1975 setzte man insgesamt acht Tupolew Tu-154 ein. In Folge eines Absturzes dieses Flugzeugtyps bei einem Ausbildungsflug am 10. Juli 1974 erteilte Ägypten der Tu-154 ein Flugverbot und nach Einigung mit der Sowjetunion im März 1975 wurde dieser Flugzeugtyp wieder verkauft.
Auch in den 1970er-Jahren stellte die politische Situation Ägyptens im Nahostkonflikt und insbesondere die Anerkennung Israel 1979 als Staat im Rahmen des Israelisch-ägyptischen Friedensvertrages erneut vor wirtschaftliche Probleme, da durch den Boykott der anderen arabischen Staaten nur ein kleines Passagierwachstum möglich war. Trotzdem entschloss man sich, die Flotte mit einer Bestellung im Mai 1975 bei Boeing, über acht Boeing 737-200, zu erneuern. Zu dem Zeitpunkt bestand die Flotte aus neun Boeing 707, vier De Havilland Comet 4C und zwei geliehenen Sud Aviation Caravelle. Zur Finanzierung der Bestellung einigte man sich mit Boeing, drei Boeing 707 an den Hersteller zu verkaufen. Auch wurden die De Havilland Comet 4C-Flugzeuge veräußert. Durch Untersuchungen der ägyptischen Regierungen 1976 stellte sich heraus, dass von Seiten Boeing Bestechungsgelder geflossen waren.
Ab April 1977 wurden dann die ersten beiden Großraumflugzeuge Airbus A300 in Dienst gestellt.
Im November 1980 veränderten sich die Besitzverhältnisse, und somit gehören der National Bank of Egypt neben der Misr Insurance Company 50 % der Anteile an der Fluggesellschaft.
Die Machtübernahme Husni Mubaraks als Staatspräsident am 14. Oktober 1981 sorgte erneut für Veränderungen im Unternehmen. Muhammed Rayan übernahm die Führung und modernisierte Egypt Air grundlegend. So wurden 1981 acht Airbus A300-200 bestellt, neue Ziele wurden nur bei hoher Wirtschaftlichkeit eingeführt und das regionale Streckennetz wurde optimiert. Des Weiteren eröffnete Egypt Air ihr eigenes Terminal auf dem Flughafen Kairo-International, ein Computerreservierungssystem wurde eingeführt und das Trainingsprogramm für die Mitarbeiter wurde erneuert. Außerdem wurde die Geschäftszentrale in einem neuen Gebäude am Flughafen zusammengefasst und eine 30 Millionen Dollar teure Wartungshalle gebaut.
Mit Air Sinai betreibt Egypt Air seit 1982 eine Tochtergesellschaft, die zunächst Kairo (und später weitere Ziele innerhalb Ägyptens) mit Israel verband. Egypt Air erachtete für die Flüge nach Israel die Gründung einer Tochtergesellschaft als nötig, um den politischen Problemen in den arabischen Staaten aus dem Weg zu gehen. In den späteren Jahren kamen auch einige Touristenziele hinzu.
In den 1980er-Jahren und Anfang der 1990er-Jahre wurde eine Vielzahl moderner Flugzeuge bestellt und in Dienst gestellt. So ergänzten und ersetzten Flugzeuge der Typen Airbus A300-200 (Anfang der 1980er Jahre), Boeing 747-200 (Mai 1983), Boeing 767-200ER (Juli 1984), Boeing 747-300 (1988), Boeing 767-300ER (August 1989), Airbus A300-600R (Mai 1990), Airbus A320 (Juni 1991) und Boeing 737-500 (1991) die Flotte.
Egypt Air musterte 2004 als eine der letzten Fluggesellschaften die Boeing 707 aus ihrer Flotte aus.
Um das Problem zu lösen, dass Flugzeuge von internationalen Flügen abends noch nationale Flüge durchführen mussten und somit oft verspätet waren, wurde die Regionalfluggesellschaft Egypt Air Express im Jahr 2007 gegründet. Die Fluggesellschaft betreibt eine reine Embraer-170-Flotte, die Anfang des Jahres 2007 bestellt wurde.
Seit 11. Juli 2008 ist Egypt Air Vollmitglied der Star Alliance.
Durch die Auswirkungen der Revolution in Ägypten 2011 erlitt Egypt Air zeitweise Umsatzeinbrüche von etwa 80 % und muss infolgedessen eine geplante Expansion mit neuen Zielen und Flugzeugen zunächst zurückfahren. Im Februar 2011 wurde zudem bekannt, dass Egypt Air infolge der aufgrund der Revolution zurückgegangenen Fluggastzahlen bis zu einem Drittel ihrer Flotte auf dem Leasingmarkt anderen Fluggesellschaften anbieten will, darunter auch die neuen Boeing 777-300ER.
Aufgrund des Absturzes eines Airbus A321 am 31. Oktober 2015 auf dem Kogalymavia-Flug 9268 verbot die Regierung der Russischen Föderation seit dem 14. November 2015 Flüge nach Russland.
Im Oktober 2020 erhielt Egypt Air den Zuschlag, maßgeblich an der Gründung und dem Betrieb eines neuen Flag-Carriers in Ghana beteiligt zu sein.

## Flugziele
Egypt Air fliegt von Kairo aus internationale und interkontinentale Ziele in Afrika, Asien, Nordamerika, auf der arabischen Halbinsel sowie in Europa an.
Im deutschsprachigen Raum werden Berlin Brandenburg, Düsseldorf, Frankfurt, München, Wien und Genf angeflogen. Die einzelnen ägyptischen Flugziele werden untereinander von Egypt Air Express bedient.
Codesharing
Egypt Air unterhält Codeshare-Abkommen mit folgenden Fluggesellschaften (Star-Alliance-Mitglieder sind mit * gekennzeichnet):
| - Air Canada* - Air China* - Air India* - Aegean Airlines* - Austrian Airlines* - Brussels Airlines* - Ethiopian Airlines* | - Gulf Air - Lufthansa* - Malaysia Airlines - SAS Scandinavian Airlines* - South African Airways* - Singapore Airlines* | - Swiss* - TAP Portugal* - Thai Airways* - Tunisair - Turkish Airlines* - United Airlines* |

## Flotte

### Aktuelle Flotte

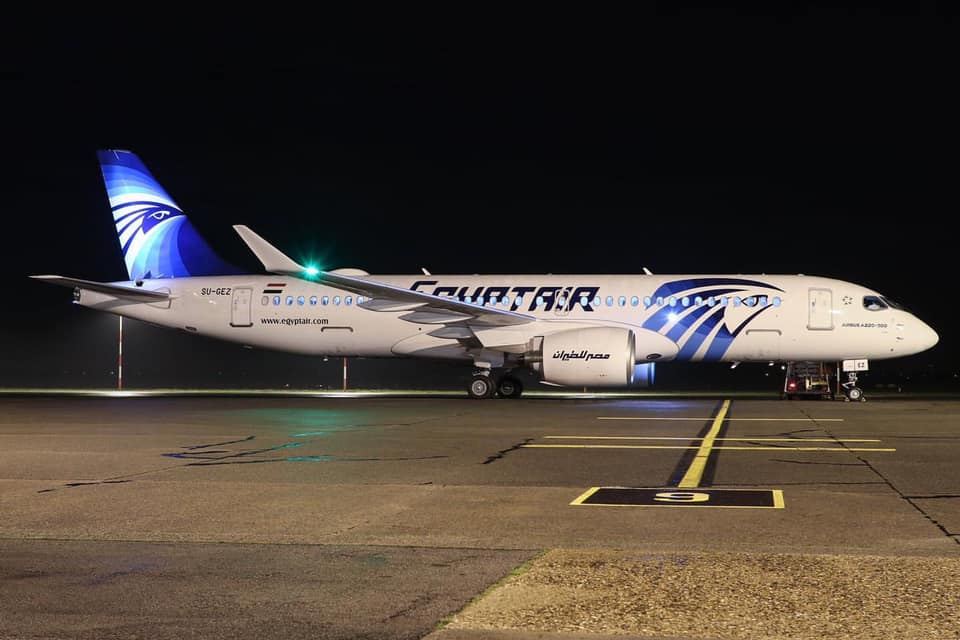
Airbus A220-300 der Egypt Air

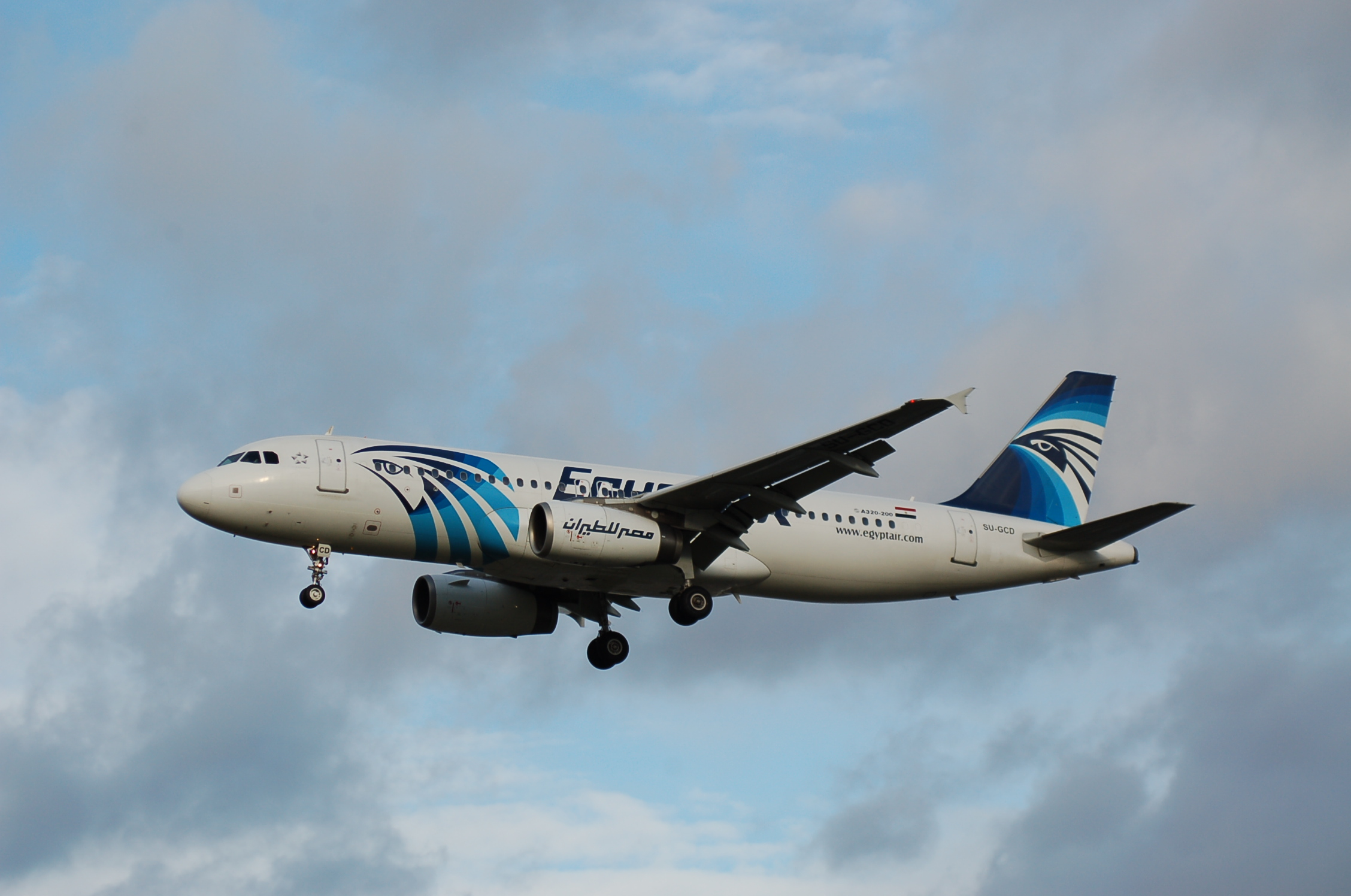
Airbus A320-200 der Egypt Air

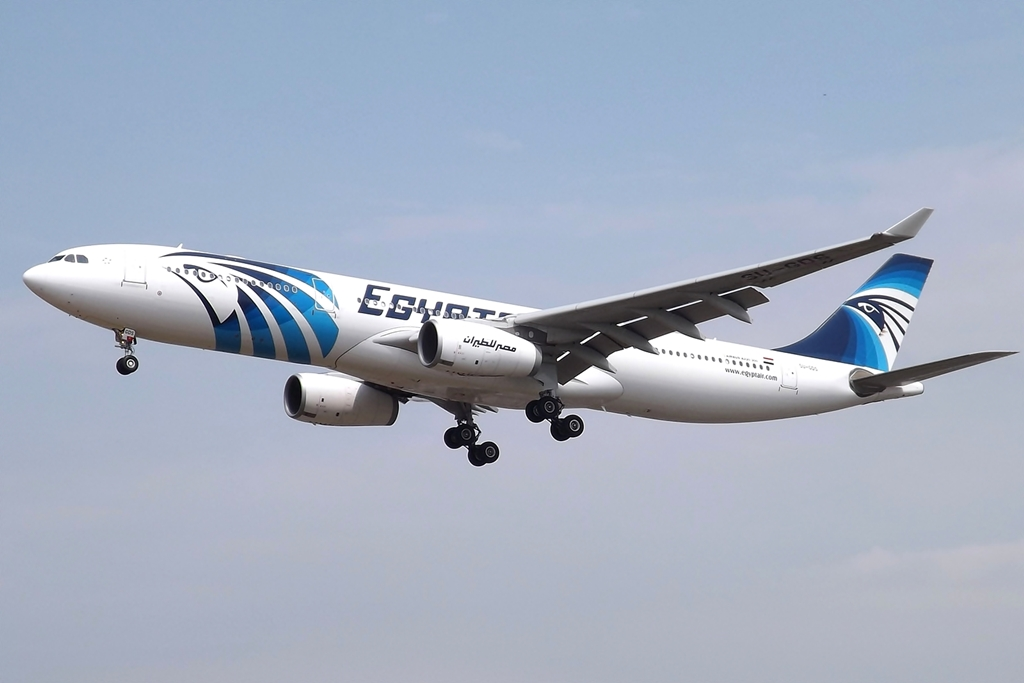
Airbus A330-300 der Egypt Air

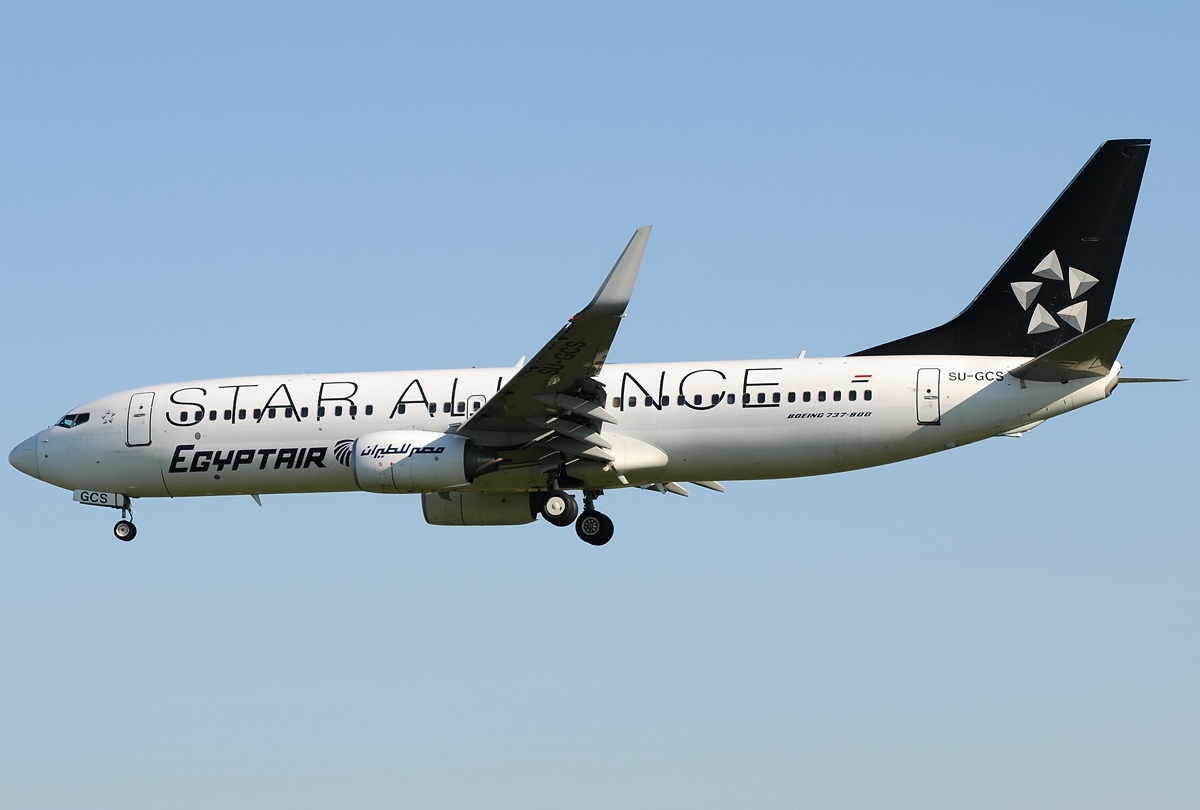
Boeing 737-800 der Egypt Air in Star-Alliance-Sonderbemalung

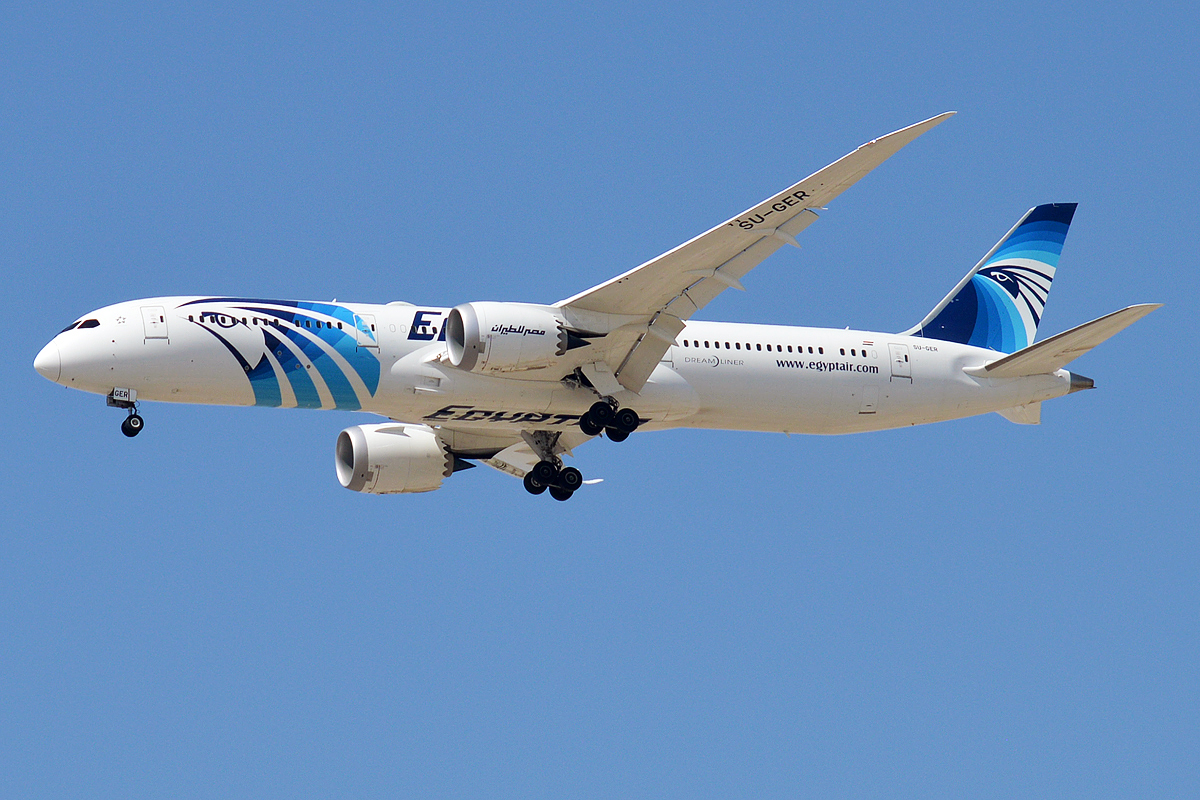
Boeing 787-9 der Egypt Air

Mit Stand Juni 2025 besteht die Flotte der Egypt Air aus 71 Flugzeugen mit einem Durchschnittsalter von 11,2 Jahren:
| Flugzeugtyp        | Anzahl | bestellt | Anmerkungen                                  | Sitzplätze (Business/Eco)             | Durchschnittsalter |
| ------------------ | ------ | -------- | -------------------------------------------- | ------------------------------------- | ------------------ |
| Airbus A320neo     | 08     |          | einer inaktiv                                | 145 (16/129)                          | 5,3 Jahre          |
| Airbus A321neo     | 07     |          |                                              | 182 (16/166)                          | 2,0 Jahre          |
| Airbus A330-200    | 05     | 01       | zwei inaktiv, einer von Hi Fly Malta geleast | 268 (24/244)                          | 19,8 Jahre         |
| Airbus A330-200P2F | 03     |          | zwei inaktiv, einer von Hi Fly Malta geleast | Cargo                                 | 19,8 Jahre         |
| Airbus A330-300    | 04     |          |                                              | 301 (36/265)                          | 14,1 Jahre         |
| Airbus A350-900    |        | 16       |                                              | – offen –                             |                    |
| Boeing 737-800     | 30     |          | drei inaktiv                                 | 144 (24/120) 154 (16/138) 186 (–/186) | 13,3 Jahre         |
| Boeing 737-800SF   | 01     |          |                                              | Cargo                                 | 13,3 Jahre         |
| Boeing 737 Max 8   |        | 18       | geleast von ALC                              | – offen –                             |                    |
| Boeing 777-300ER   | 05     |          |                                              | 346 (49/297)                          | 14,6 Jahre         |
| Boeing 787-9       | 08     |          | zwei inaktiv                                 | 309 (30/279)                          | 4,9 Jahre          |
| Gesamt             | 71     | 35       |                                              |                                       | 11,2 Jahre         |

Weitere Flugzeuge unter dem Markennamen Egypt Air betreiben die beiden Tochtergesellschaften Egypt Air Cargo für Fracht- und Egypt Air Express für Regionalflüge.

### Aktuelle Sonderbemalungen

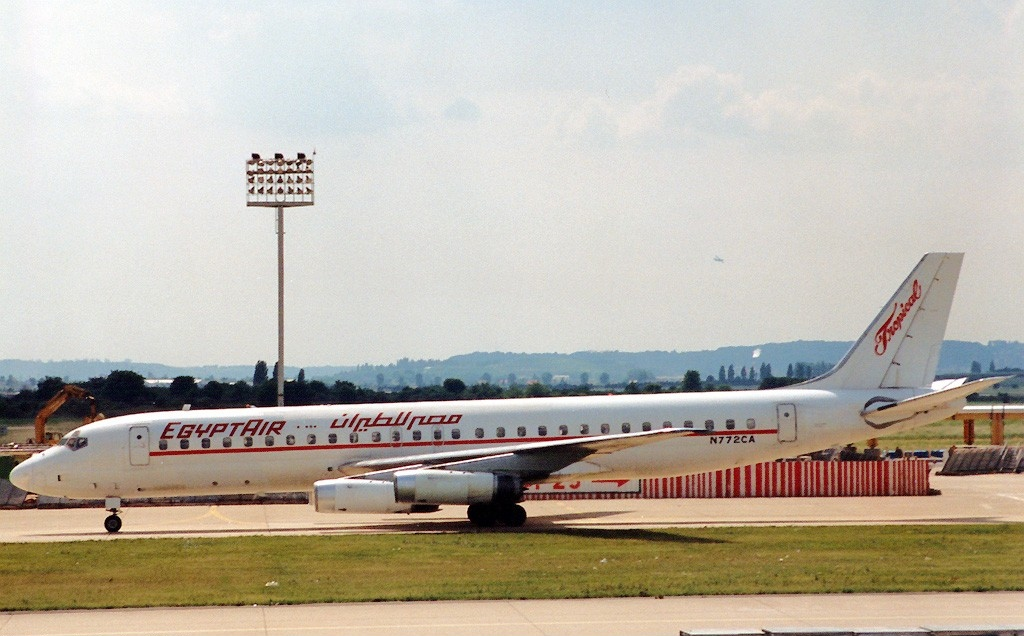
Douglas DC-8-62 der Egypt Air im Jahr 1989

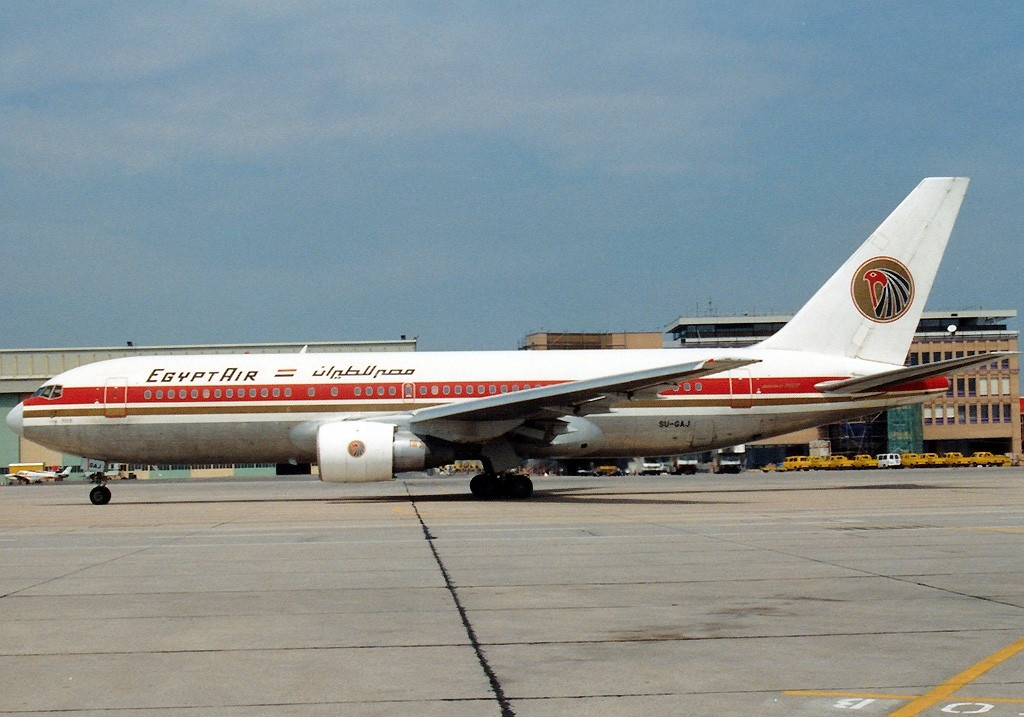
Boeing 767-200 der Egypt Air, Stuttgart 1992

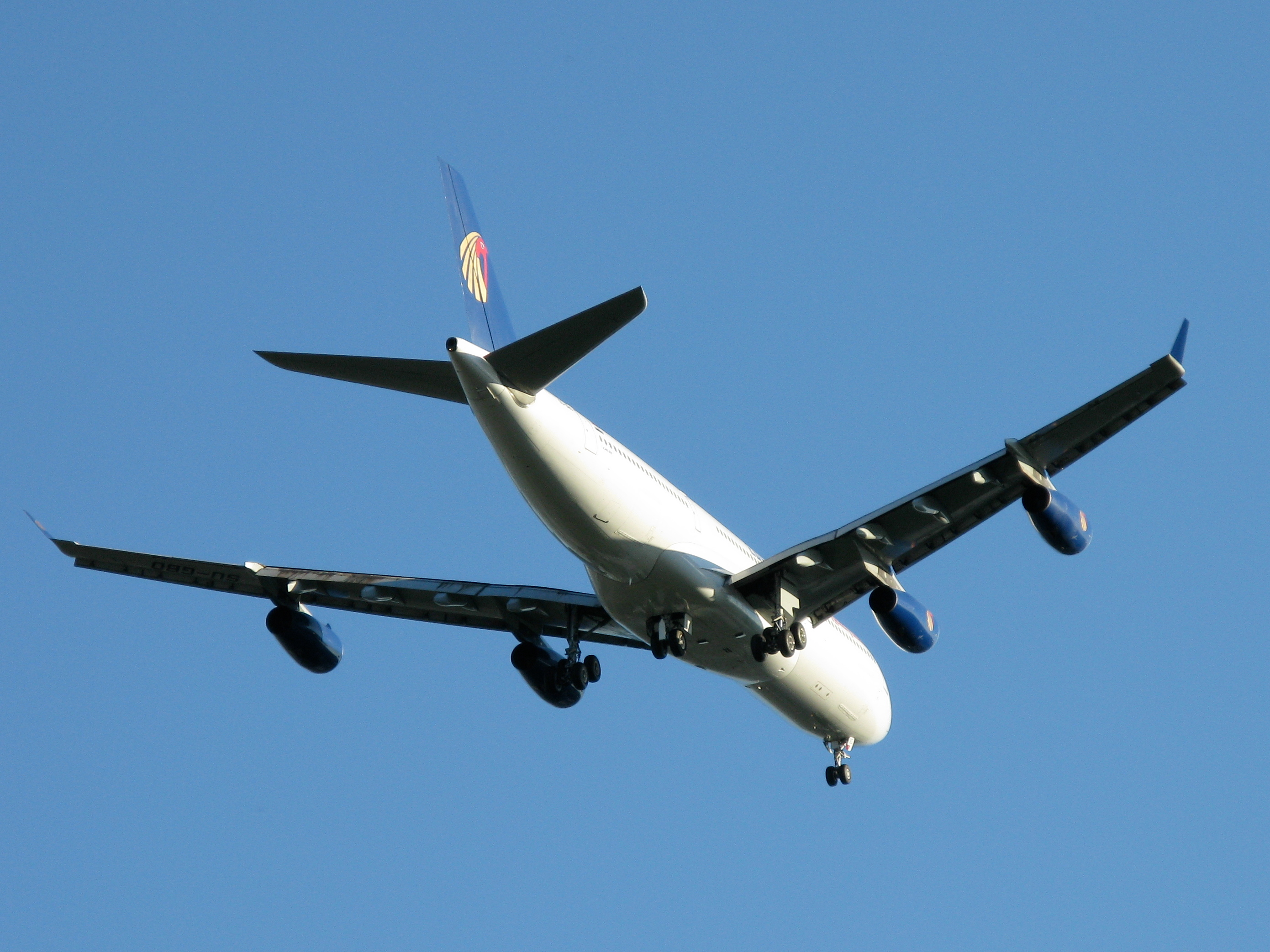
Airbus A340-200 der Egypt Air, Montreal 2008

| Bemalung      | Flugzeugtyp      | Luftfahrzeugkennzeichen | Zeitraum         | Bild |
| ------------- | ---------------- | ----------------------- | ---------------- | ---- |
| 85 Years      | Boeing 737-800   | SU-GEH                  | seit April 2017  |      |
| Star Alliance | Boeing 737-800   | SU-GCS                  | seit August 2008 |      |
| Star Alliance | Boeing 777-200ER | SU-GBR                  | seit Juni 2008   |      |

### Ehemalige Flugzeugtypen
In der Vergangenheit setzte Egypt Air bereits folgende Flugzeugtypen ein, auch unter ihren früheren Namen MisrAir und United Arab Airlines:
- Airbus A220-300
- Airbus A300-600
- Airbus A300B4
- Airbus A320-200
- Airbus A321-200
- Airbus A340-200/-300
- Antonow An-24
- Boeing 707
- Boeing 727-200
- Boeing 737-200/-500
- Boeing 747-100/-200/-300
- Boeing 767-200/-300
- Boeing 777-200
- De Havilland Comet 4C
- Douglas DC-3
- Douglas DC-4
- Douglas DC-6
- Douglas DC-8-20/-30/-60
- Douglas DC-9-30
- Embraer ERJ-170
- Fokker F-27 Friendship
- Iljuschin Il-18
- Iljuschin Il-62
- Sud Aviation Caravelle
- Sud-Est SE.161 Languedoc
- Tupolew Tu-154
- Vickers Viking
- Vickers Viscount

## Zwischenfälle
Seit Beginn der statistischen Erfassung der Unfälle im Jahr 1951 bis Januar 2024 kam es bei Egyptair (unter ihren verschiedenen Namen) zu insgesamt 47 Totalverlusten von Flugzeugen. Dabei wurden insgesamt 903 Menschen getötet.
Die nachfolgende Auflistung erfasst alle Flugzeug-Totalverluste des Unternehmens mit oder ohne Todesfolge. Vollständige Liste:

### 1950er-Jahre
- Am 22. Dezember 1951 stürzte eine SNCASE SE.161 Languedoc (Luftfahrzeugkennzeichen SU-AHH) der Misrair zehn Kilometer westlich des Flughafens Teheran-Mehrabad ab, nachdem sie ihn während eines Schneesturms bereits zweimal umkreist hatte. Alle 22 Personen an Bord wurden getötet.[24]

- Am 30. Juli 1952 wurde in einer SNCASE SE.161 Languedoc der Misrair (SU-AHX) auf dem Flug nach Khartum unnötig ein Triebwerk abgestellt und der dortige Feuerlöscher betätigt. Der Kapitän entschied auf Rückkehr zum Ausgangsort, dem Flughafen Kairo-Almaza (Ägypten). Dort wurde dann auch noch eine Bauchlandung gemacht, bei der das Flugzeug irreparabel beschädigt wurde. Alle 38 Insassen, 5 Besatzungsmitglieder und 33 Passagiere, überlebten die Bruchlandung.[25]

- Am 15. Dezember 1953 stürzte eine Vickers Viking 1B der Misrair (SU-AFK) nach dem Start vom Flughafen Kairo-Almaza acht Kilometer östlich desselben ab. Die Maschine befand sich auf dem Weg nach Luxor. Alle sechs Insassen kamen ums Leben.[26]

- Am 24. April 1954 hatte die Besatzung einer SNCASE SE.161 Languedoc der Misrair (SU-AHZ) im Anflug auf den damaligen internationalen Flughafen von Damaskus (Syrien) eine Warnanzeige über ein nicht korrekt ausgefahrenes Fahrwerk. Der Fluglotse auf dem Tower teilte ihr jedoch mit, das Fahrwerk sei ausgefahren. Nach dem Aufsetzen brach das rechte Hauptfahrwerk zusammen, da es nicht verriegelt war. Alle 22 Insassen, 5 Besatzungsmitglieder und 17 Passagiere, überlebten die Bruchlandung. Das Flugzeug wurde zum Totalschaden.[27]

- Am 15. September 1954 stürzte eine Vickers Viking 1B der Misrair (SU-AFO) auf dem Flughafen Kairo-Almaza ab. Die Maschine befand sich auf einem Testflug nach einer größeren Inspektion. Beim Durchstarten mit einem simulierten Triebwerksausfall kam es zum Strömungsabriss und Absturz. Drei der vier Besatzungsmitglieder kamen um.[28]

- Am 1. Oktober 1956 wurde eine Vickers Viscount 739 der Misrair (SU-AIC) auf dem Flughafen Kairo-Almaza während der Sueskrise durch einen Luftangriff der britischen Royal Air Force zerstört. Personen kamen dabei nicht zu Schaden.[29]

- Am 7. März 1958 stürzte eine Vickers Viking 1B der Misrair (SU-AGN) im Anflug auf den Flughafen Port Said in den Manzala-See. Die aus Athen kommende Maschine war aus Wettergründen von Kairo ausgewichen. Acht der 26 Personen an Bord kamen ums Leben.[30]

### 1960er-Jahre
- Am 1. September 1960 kam es mit einer Douglas DC-4-1009 des syrischen Teils der United Arab Airlines (heute Syrian Arab Airlines) (Luftfahrzeugkennzeichen YK-AAR) zu einer Notwasserung im Fluss Kongo bei Mpouya (Kongolesische Republik (Kongo-Brazzaville)). Das Flugzeug kam 220 Kilometer vor dem Zielort Leopoldville (Demokratische Republik Kongo, Kongo-Léopoldville) nieder. Alle 14 Insassen, fünf Besatzungsmitglieder und 9 Passagiere, überlebten die Notwasserung.[31]

- Am 29. September 1960 flog eine Vickers Viscount 739B der United Arab Airlines (SU-AKW) in ein schweres Unwetter. Die Piloten verloren auf dem Flug von Genf nach Rom die Orientierung und das Flugzeug stürzte rund 25 Kilometer vor der Küste von Elba ins Mittelmeer. Beim Absturz kamen alle 21 Personen an Bord ums Leben. Bei der Bergung konnten nur wenige Wrackteile geborgen werden.[32]

- Am 6. Mai 1961 verunglückte eine Douglas DC-3/C-47B-5-DK der United Arab Airlines (SU-ALP) beim Anflug auf den Flughafen Qamischli (Syrien). Die Maschine schlug knapp 300 Meter vor der Landebahn im Gelände auf und fing Feuer. Alle sieben Insassen, fünf Besatzungsmitglieder und zwei Passagiere, überlebten den Unfall.[33]

- Am 16. März 1962 wichen die Piloten einer Vickers Viscount 739 der United Arab Airlines (SU-AID) wegen schlechten Wetters am Zielflughafen Kairo nach Wadi Halfa (Sudan) aus. Aufgrund von Treibstoffmangel kam es fünf Kilometer westlich des dortigen Flughafens zu einer Bruchlandung. Alle 16 Insassen, sechs Besatzungsmitglieder und 11 Passagiere, überlebten den Totalschaden.[34]

- Am 15. Mai 1962 stürzte eine Douglas DC-3 der United Arab Airlines (SU-AJM) kurz nach dem Start vom Flughafen Kairo-International ab. Alle drei Besatzungsmitglieder dieses Frachtfluges nach Beirut kamen dabei ums Leben.[35]

- Am 19. Juli 1962 flog eine von Hongkong kommende De Havilland DH.106 Comet 4C der United Arab Airlines (SU-AMW) im Landeanflug auf den Don Muang Flughafen (Bangkok) in den Khao Yai Mountain. Alle 26 Personen starben bei diesem Controlled flight into terrain (siehe United-Arab-Airlines-Flug 869).[36]

- Am 12. Mai 1963 stürzte eine Douglas DC-3 der United Arab Airlines (SU-AJX) auf einem Inlandsflug von Kairo nach Alexandria in einen Orangenhain nahe der Ortschaft Az Zahweyyin. Alle 34 Personen an Bord kamen bei dem Unfall ums Leben.[37]

- Am 27. Juli 1963 stürzte eine De Havilland DH.106 Comet 4C der United Arab Airlines (SU-ALD) beim Nachtanflug während schwerer Turbulenz etwa 10 km westnordwestlich des Flughafens Bombay ins Meer. Alle 63 Menschen an Bord kamen ums Leben; das Wrack wurde nicht gefunden.[38]

- Am 23. Februar 1964 verunglückte eine Vickers Viscount 732 der United Arab Airlines (SU-AKX) bei der Landung auf dem Flughafen Beirut (Libanon). Starkregen und Abwinden trugen dazu bei, dass die Maschine sehr hart landete und wieder hochsprang. Der nächste harte Aufprall erfolgte auf dem rechten Hauptfahrwerk, woraufhin der rechte Hauptholm brach und die Tragfläche samt der Propeller Nummer 3 und 4 aufschlug. Das Flugzeug kam außerhalb der Landebahn zum Liegen und wurde irreparabel beschädigt. Alle 53 Insassen, fünf Besatzungsmitglieder und 48 Passagiere, überlebten.[39]

- Im Juni 1965 (genaues Datum nicht bekannt) wurde eine Douglas DC-3 der United Arab Airlines (SU-AJW) auf dem Flughafen Kairo (Ägypten) zerstört. Personen kamen nicht zu Schaden.[40]

- Am 2. Februar 1966 verunglückte eine Antonow An-24W der United Arab Airlines (SU-AOB) bei einem Testflug am Flughafen Luxor (Ägypten). Über Personenschäden ist nichts bekannt. Das Flugzeug wurde irreparabel beschädigt.[41]

- Am 18. März 1966 stürzte eine von Nikosia kommende Antonow An-24 der United Arab Airlines (SU-AOA) beim Landeanflug auf den Flughafen Kairo fünf Kilometer nordöstlich davon ab. Alle 30 Personen an Bord überlebten den Unfall nicht (siehe auch United-Arab-Airlines-Flug 749).[42]

- Am 30. September 1966 wurde mit einer Antonow An-24W der United Arab Airlines (SU-AOM) auf dem Flughafen Kairo-International eine vorbereitete Bauchlandung durchgeführt. Beim vorhergegangenen Start auf dem Flughafen Luxor war die Maschine mit einem auf der Startbahn gehenden Kamel kollidiert. Daraufhin konnte das rechte Hauptfahrwerk nicht mehr korrekt eingefahren werden. Die Piloten entschieden sich dafür, den Flug zum Zielort Kairo fortzusetzen und machten dort eine Bauchlandung auf einem Sandstreifen. Alle 43 Insassen, sechs  Besatzungsmitglieder und 37 Passagiere, blieben unverletzt. Das Flugzeug wurde irreparabel beschädigt.[43]

- Am 24. Januar 1967 verunglückte eine Douglas DC-6B der United Arab Airlines (SU-ANL) bei der Landung auf dem Flughafen al-Hudaida (Nordjemen). Durch fehlerhafte Betätigung des Umkehrschubs geriet das Flugzeug von der Landebahn ab und machte einen Ringelpiez, wobei das Fahrwerk zusammenbrach. Alle Insassen überlebten den Unfall. Die Maschine wurde irreparabel beschädigt.[44]

- Am 15. Januar 1968 stürzte eine Douglas DC-3 der United Arab Airlines (SU-AJG) bei Zifta, 88 Kilometer nördlich von Kairo, bei der Rückkehr zum Startflughafen Kairo-International ab. Die Besatzung hatte sich aufgrund von Vereisungen zur Rückkehr zum Ausgangsflughafen entschieden. Neben den Vereisungen führten auch Turbulenzen, eine Überladung um eine halbe Tonne und falsche Beladung des Flugzeuges zum Kontrollverlust seitens der Crew. Alle 4 Besatzungsmitglieder dieses Frachtfluges starben.[45]

- Am 18. August 1968 stürzte eine Antonow An-24 der United Arab Airlines (SU-AOL) auf einem internationalen Linienflug von Kairo nach Damascus ins Mittelmeer. Niemand der 40 Personen an Bord überlebte den Absturz.[46]

- Am 20. März 1969 verunglückte eine Iljuschin Il-18 der United Arab Airlines (SU-APC) auf einem außerplanmäßigen Flug von Dschidda nach Assuan bei der Landung auf dem Zielflughafen und ging in Flammen auf. Nur 5 der 105 Personen an Bord überlebten den Unfall. Beim Anflug im Sandsturm auf den schlecht ausgerüsteten Flughafen flogen die Piloten unter die Entscheidungshöhe, auch bedingt durch ihre starke Übermüdung aufgrund überlanger Dienstzeiten ohne geeignete Ruhezeiten (siehe auch Flugunfall einer Iljuschin Il-18 der United Arab Airlines bei Assuan).[47]

- Am 10. April 1969 wurde eine von United Arab Airlines betriebene Douglas DC-3/C-47A-90-DL der Ethiopian Airlines (ET-AAQ) auf dem Weg von Asmara nach Kairo abgeschossen, nachdem sie in ein Luftsperrgebiet geflogen wurde. Zuvor hatte die Besatzung gemeldet, dass sie die Signale des Ungerichteten Funkfeuers des Kairoer Flughafens nicht empfangen konnte und das Flugzeug nicht über einen Empfänger für Drehfunkfeuer verfügte. Die Maschine stürzte 3 Kilometer südlich von Sues ab. Alle 3 Besatzungsmitglieder dieses Frachtfluges kamen ums Leben.[48]

### 1970er-Jahre
- Am 14. Januar 1970 machten die Piloten einer De Havilland DH.106 Comet 4C der United Arab Airlines (Luftfahrzeugkennzeichen SU-ANI) auf dem Flughafen Addis Abeba eine Bruchlandung. Sie waren trotz niedriger Wolken unter die Entscheidungshöhe geflogen, flogen in niedrigster Höhe von unter 50 Metern noch Kurven und setzten die Maschine erst nach der halben Landebahnlänge auf. Dabei stürzte die Comet ab und wurde zerstört. Dennoch überlebten alle 14 Insassen, neun Besatzungsmitglieder und 5 Passagiere, den Unfall.[49]

- Am 30. Januar 1970 brach bei einer Antonow An-24W der United Arab Airlines (SU-AOK) bei der Landung auf dem Flughafen Luxor das Fahrwerk zusammen. Die Maschine wurde irreparabel beschädigt. Alle Personen an Bord überlebten den Unfall.[50]

- Am 9. Februar 1970, nur knapp 4 Wochen nach dem letzten Totalverlust einer Comet, kam es an einer De Havilland DH.106 Comet 4C der United Arab Airlines (SU-ALE) beim Start vom Flughafen München-Riem (Bayern) zum Schütteln der Maschine, wahrscheinlich durch Vereisung. Obwohl das Flugzeug schon höher als 10 Meter in der Luft war, brach der Kapitän den Start wieder ab. Natürlich überrollte das Flugzeug daraufhin das Landebahnende und raste durch einen Zaun und einen Graben. Das Fahrwerk wurde abgerissen, Feuer brach aus. Dennoch überlebten alle 23 Insassen, neun Besatzungsmitglieder und 14 Passagiere, den Unfall. Das Flugzeug wurde zerstört.[51]

- Am 14. März 1970 ereignete sich an einer Antonow An-24W der United Arab Airlines (SU-AOC) eine Explosion in der Triebwerksverkleidung von Motor 1 (links). Die Maschine war auf dem Weg von Athen über Alexandria zum Flughafen Kairo-International (Ägypten). Der Motor musste abgestellt werden, Landeklappen und Fahrwerk konnten nicht mehr ausgefahren werden. Die Piloten machten am Zielflughafen eine Bauchlandung auf einem Sandstreifen. Alle 15 Insassen, sieben Besatzungsmitglieder und 8 Passagiere, blieben unverletzt. Das Flugzeug wurde irreparabel beschädigt. Es war der 4. Totalverlust bei United Arab Airlines innerhalb von nur 2 Monaten.[52]

- Am 19. Juli 1970 verunglückte eine Antonow An-24W der United Arab Airlines (SU-ANZ) am Flughafen Kairo-International. Während eines Trainingsfluges führte die Crew fünf Touch-and-Go-Manöver durch. Beim fünften Start stieg das Flugzeug nach dem Abheben auf 50 Meter und rollte bis 90° Querlage nach rechts. Nach einem Strömungsabriss stürzte es ab. Als Ursache wurde menschliches Fehlverhalten festgestellt. Alle 3 Insassen kamen ums Leben (siehe auch Flugunfall einer Antonow An-24 der United Arab Airlines bei Kairo 1970).[53]

- Am 2. Januar 1971 streifte die de Havilland DH.106 Comet 4C der United Arab Airlines mit dem Luftfahrzeugkennzeichen SU-ALC der United Arab Airlines beim Anflug auf den Flughafen Tripolis in einer Flughöhe von knapp 120 Meter eine Düne. Bei diesem Controlled flight into terrain starben alle Personen an Bord, acht Passagiere und acht Besatzungsmitglieder. Es war der 6. Totalverlust bei United Arab Airlines innerhalb weniger als einem Jahr.[54]

- Am 19. März 1972 flog eine Douglas DC-9-32 (YU-AHR) rund 7 Kilometer vom Zielflughafen Aden in einen Berg. Niemand der 30 Personen an Bord überlebte den Unfall. Die Maschine wurde im Auftrag Egyptairs von der jugoslawischen Inex Adria Airways betrieben (siehe auch Egyptair-Flug 763).[55]

- Am 16. Juni 1972 landeten die Piloten einer Iljuschin Il-62 der Egypt Air (SU-ARN) versehentlich auf dem falschen Flughafen Kairo-Almaza. Die Piloten hätten auf der Landebahn 34 des sieben Kilometer entfernten Flughafens Kairo-International landen sollen, auf der die ersten 650 Meter gesperrt waren. Als sie stattdessen wegen der vermeintlichen Baumaßnahmen 700 Meter versetzt auf der nur 2050 Meter langen Landebahn 36 des Flughafens Almaza aufsetzten, erwies sich deren Restlänge als eindeutig zu gering. Das Flugzeug überrollte das Landebahnende und wurde zum Totalschaden. Alle 59 Insassen, 12 Besatzungsmitglieder und 47 Passagiere, überlebten die Bruchlandung.[56]

- Am 5. Dezember 1972 verunglückte eine auf dem Flughafen Kairo-International gestartete Boeing 707-366C der Egypt Air (SU-AOW) auf einem Trainingsflug, nachdem bei Beni Suef Triebwerk Nr. 4 von der Tragfläche abgerissen war. Alle sechs Personen an Bord starben (siehe auch Flugunfall einer Boeing 707 der Egyptair bei Beni Suef 1972).[57]

- Am 29. Januar 1973 flog eine voll funktionsfähige Iljuschin Il-18D der Egypt Air (SU-AOV) auf dem internationalen Linienflug MS 741 von Kairo nach Nicosia im Landeanflug auf den Zielflughafen in einen Berg. Bei diesem erneuten Controlled flight into terrain kamen alle 37 Personen (30 Passagiere, 7 Besatzungsmitglieder) an Bord ums Leben.[58]

- Am 10. Juli 1974 kam es bei einer Tupolew Tu-154 der Egypt Air (SU-AXB) beim Durchstarten hinter der Landebahn 23 am Flughafen Kairo-International zu einem Strömungsabriss. Das Flugzeug stürzte ab, alle 6 Insassen dieses Trainingsfluges starben (siehe auch Flugunfall einer Tupolew Tu-154 der Egyptair bei Kairo 1974).[59]

- Am 9. Dezember 1974 stürzte eine für Egypt Air betriebene Iljuschin Il-18D der rumänischen TAROM (YR-IMK) 20 km nordwestlich des Flughafens Dschidda ins Rote Meer. Kurz nach dem Start war der Kontakt zur Besatzung abgebrochen. Alle 6 Insassen dieses Positionierungsfluges starben (siehe auch Flugunfall einer Iljuschin Il-18 der Egyptair bei Dschidda 1974).[60]

- Am 25. Dezember 1976 stürzte eine Boeing 707 der Egypt Air (SU-AXA) beim Landeanflug auf den Flughafen Bangkok-Don Mueang auf eine Fabrik ab. Alle 52 Personen an Bord sowie 19 Personen am Boden kamen beim Absturz ums Leben.[61]

### 1980er-Jahre
- Am 17. Oktober 1982 setzte eine Boeing 707-366C der Egypt Air (SU-APE) nach Genf im Landeanflug 50 Meter vor der Landebahn auf, wurde wieder hochgeschleudert und kam seitlich von der Landebahn ab. Bei dem Unfall wurde die Flugzeugfront schwer beschädigt, außerdem brach der rechte Flügel ab. Die Maschine musste als Totalverlust abgeschrieben werden. Alle 182 Insassen, darunter 172 Passagiere, überlebten den Vorfall.[62]

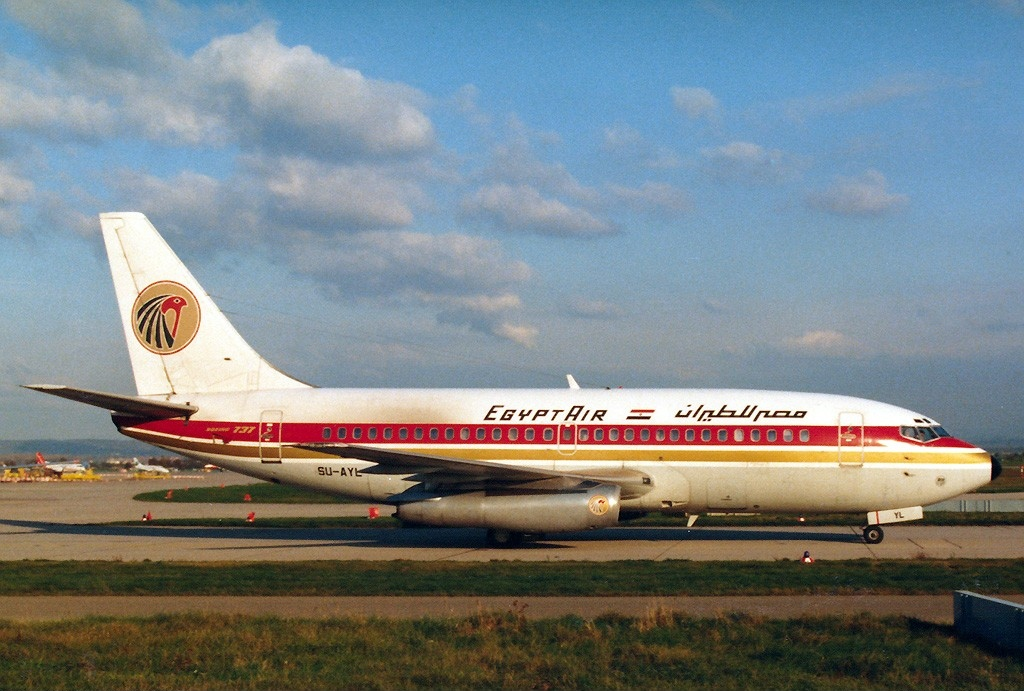
Eine Boeing 737-200, baugleich mit der 1985 in Malta zerstörten SU-AYH

- Am 23. November 1985 wurde eine Boeing 737-266 der Egypt Air (SU-AYH) auf dem Flug von Athen nach Kairo durch Angehörige der Abu-Nidal-Organisation entführt. Neben den Entführern wurden dann auf dem Flughafen Malta von den 98 Insassen auch 57 Geiseln durch Rauchvergiftung und Schussverletzungen getötet. Die Maschine wurde zerstört (siehe auch Egypt-Air-Flug 648).[63]

- Am 21. September 1987 geriet ein Airbus A300-B4 der Egypt Air (SU-BCA) während eines Trainingsflugs bei einer Landung auf dem Flughafen Luxor seitlich von der Landebahn ab und wurde zerstört. Alle fünf Besatzungsmitglieder kamen ums Leben. Es war der erste tödliche Unfall eines Airbus A300 seit dem Erstflug im Jahr 1972 (siehe auch Flugunfall eines Airbus A300 der Egyptair bei Luxor 1987).[64]

### 1990er-Jahre

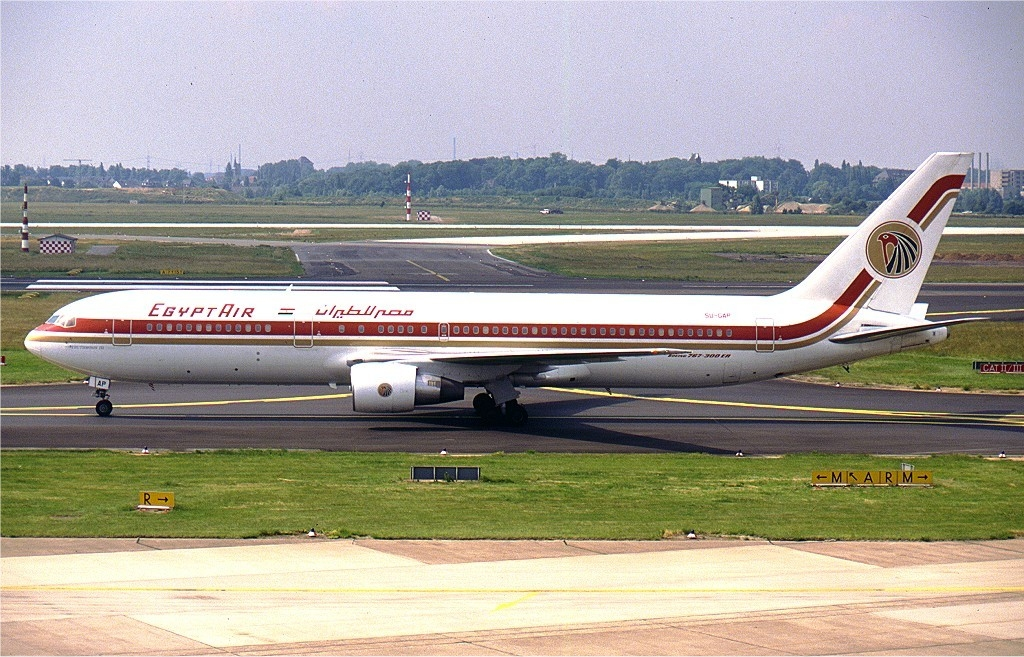
Die 1999 in den Atlantik geflogene Boeing 767-300 SU-GAP, Düsseldorf 1992

- Am 21. August 1996 überrollte eine Boeing 707-366C der Egypt Air (SU-AVX) das Landebahnende am Flughafen Istanbul-Atatürk, stieß mit einem PKW zusammen und geriet in Brand. Bei dem Unfall brach der Rumpf auseinander; das Flugzeug musste als Totalverlust abgeschrieben werden. Alle 128 Insassen, darunter 120 Passagiere, überlebten den Vorfall.[65]

- Am 31. Oktober 1999 stürzte eine Boeing 767-300ER der Egypt Air mit dem Kennzeichen SU-GAP auf dem Weg von New York nach Kairo unweit der Insel Nantucket in den Atlantik. Das Flugzeug ging kurz vor Absturz in einen von einem der Piloten ausgelösten Sturzflug über. Alle 217 Menschen an Bord kamen beim Aufprall auf die Meeresoberfläche ums Leben (siehe auch Egypt-Air-Flug 990).[66]

### Ab 2000

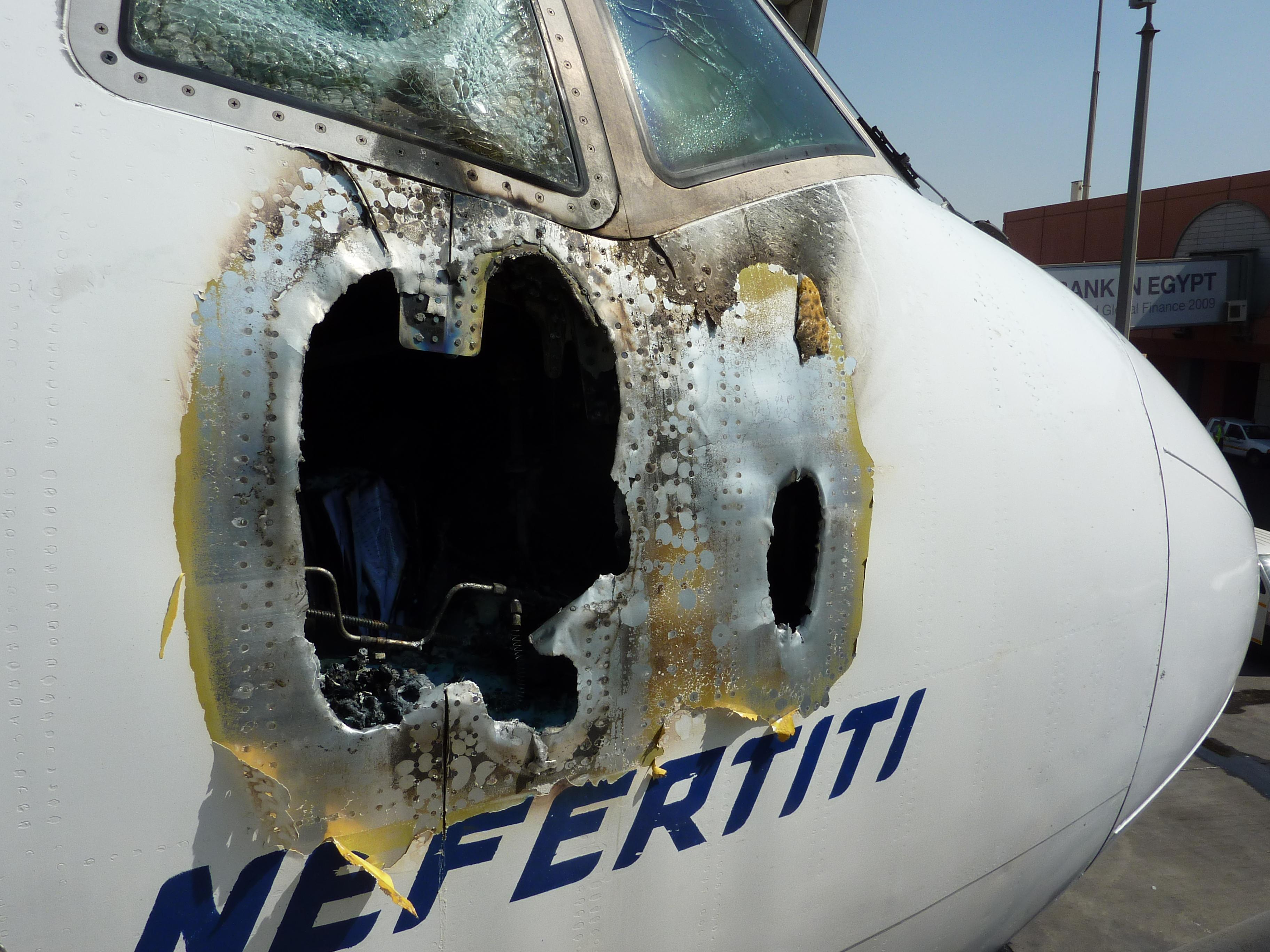
Die 2011 in Kairo ausgebrannte Boeing 777-200 SU-GBP

- Am 7. Mai 2002 machte eine mit 55 Passagieren und zehn Crew-Mitgliedern besetzte Boeing 737-500 der Egypt Air mit dem Luftfahrzeugkennzeichen SU-GBI auf dem Weg von Kairo nach Tunis sechs Kilometer vor dem Flughafen eine Bruchlandung. Bei dem Unfall starben 11 der 56 Passagiere sowie drei der sechs Besatzungsmitglieder (siehe auch Egyptair-Flug 843).[67]

- Am 29. Juli 2011 brach ein Feuer im Cockpit einer Boeing 777-200ER der Egypt Air mit dem Luftfahrzeugkennzeichen SU-GBP aus, als das Flugzeug noch am Gate des Flughafens Kairo zum Abflug nach Dschidda vorbereitet wurde. Passagiere und Besatzung konnten das Flugzeug unverletzt verlassen. Das Feuer wurde durch Sauerstoff angeheizt, der aus einer beschädigten Leitung austrat. Es entstand erheblicher Schaden am Flugzeug, der eine Reparatur unwirtschaftlich machte. Das Flugzeug wurde daraufhin abgeschrieben. Die Ursache des Feuers konnte nicht mehr eindeutig ermittelt werden.[68]

- Am 19. Mai 2016 stürzte ein Airbus A320 der Egypt Air (SU-GCC) auf dem Weg von Paris nach Kairo über dem Mittelmeer ab, nur kurz nachdem er den ägyptischen Luftraum erreichen sollte. An Bord des Flugzeugs befanden sich 56 Passagiere, sieben Besatzungsmitglieder und drei Sicherheitskräfte (siehe Egypt-Air-Flug 804).[69][70]